# Oorlogsjaren
Het boek Oorlogsjaren van Paul Kustermans speelt zich af tijdens de Eerste Wereldoorlog en maakt deel uit van de TOP-reeks van Averbode, dit zijn boeken die geschiedkundig vrij correct zijn.

## Verhaal
Alexander heeft juist zijn schoolcarrière aan het college afgewerkt. Hij heeft voor bijna elk vak de beste resultaten van de klas. Tijdens de zomervakantie gaat Alexander samen met zijn tweelingzus Barbara naar Leuven om hun tante te helpen in de sigarenwinkel. Tijdens hun verblijf breekt de oorlog uit en Leuven wordt al snel veroverd door de Duitsers. Alexander en Barbara worden gevangengenomen door de Duitsers. Alle inwoners van Leuven moeten op een lage rij gaan staan en ze worden geteld. Elke tiende in de rij wordt doodgeschoten. Barbara was de tiende, maar zij was te jong dus een oudere mijnheer achter haar moest sterven in haar plaats. Dan werden ze allemaal in een beestentrein bij elkaar gepropt. Zo reden ze dagenlang naar Duitsland. Eens ze daar waren mochten ze terugkeren met een passagierstrein en ze werden ergens bij de grens met Nederland afgezet. Barbara en Alexander kunnen gaan inwonen bij een gezin die graag kinderen willen maar er maar geen kunnen krijgen. Alexander wil zich met de Belgische soldaten  vervoegen, dus hij trekt naar Nederland. Daar schrijft hij zich in. Barbara gaat ook mee om voor verpleegster te studeren en de soldaten aan het front te verzorgen. Alexander gaat naar Engeland voor zijn opleiding, die van Barbara gaat door in Nederland. Na twee maanden les te hebben gehad vertrekt Alexander naar het front, achter de IJzer. Hij wordt bij een groep soldaten ingedeeld en heeft al rap een hele hoop vrienden. Door zijn zelfopoffering om een vriend in nood te helpen en door zijn tweetaligheid maakt Alexander al snel promotie tot onder-luitenant. Hij mag zijn eigen vrienden leiden. Op een dag wordt hij in zijn hals geraakt door een granaatscherf en moet hij naar het hospitaal in De Panne waar zijn zus werkt. Na een paar weken is Alexander erbovenop en hij gaat terug naar het front. De positie van de Belgen wordt steeds sterker en die van de Duitsers neemt af. Uiteindelijk gaan de Belgische soldaten in de tegenaanval en op 11 november 1918 geven de Duitsers zich over.